# Восьмиугольное число

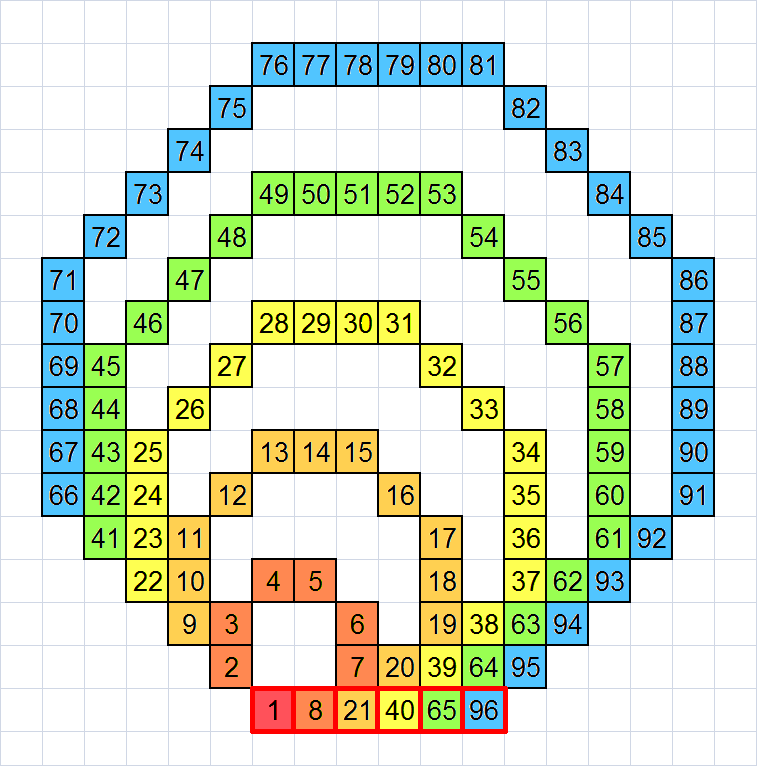
Восьмиугольные числа до 96

Восьмиугольное число — разновидность многоугольных фигурных чисел, которая может быть представлена восьмиугольником. Общая формула n-го по порядку восьмиугольного числа: 3n2 — 2n, где {\displaystyle n=1,2,3,\dots }.
Первые восьмиугольные числа:
1, 8, 21, 40, 65, 96, 133, 176, 225, 280, 341, 408, 481, 560, 645, 736, 833, 936… последовательность A000567 в OEIS
Восьмиугольные числа могут быть созданы расположением треугольных чисел на четырёх сторонах квадрата. Алгебраически, n-е восьмиугольное число это
{\displaystyle x_{n}=n^{2}+4\sum _{k=1}^{n-1}k=3n^{2}-2n.}
n-е восьмиугольное число можно также вычислить, сложив квадрат n с удвоенным (n — 1)-м прямоугольным числом.
Восьмиугольные числа последовательно чередуют чётность.
Восьмиугольные числа иногда упоминаются как звёздные числа, хотя этот термин чаще используется для обозначения центрированных двенадцатиугольных чисел.

## Тест на восьмиугольность числа
Для восьмиугольного числа {\displaystyle x_{n}} верно, что
{\displaystyle n={\frac {{\sqrt {3x_{n}+1}}+1}{3}}.}
Произвольное число x можно проверить на восьмиугольность, поместив его в это уравнение. Если n — целое число, то x является n-м восьмиугольным числом. Если n не является целым числом, то x не является восьмиугольным.